# Coppa Italia 2013-2014 (pallanuoto femminile)
La Coppa Italia 2013-2014 è la terza edizione del trofeo organizzato dalla FIN.  Come in campo maschile, la competizione ha aperto la stagione 2013-2014 delle squadre di club. Le gare sono iniziate il 4 ottobre 2013 e si sono concluse con la Final Four il 7 e 8 marzo 2014.
I club partecipanti sono i dieci iscritti al campionato di Serie A1. Si disputa una fase preliminare a gironi e in seguito la Final Four, disputata nella Piscina Comunale di Rapallo.
Nella terza edizione il trofeo è stato assegnato al Rapallo, per la vittoria ai rigori ottenuta nella finale contro la Orizzonte CT.

## Fase preliminare
Le squadre sono state divise in tre gironi; le prime classificate e la migliore delle seconde hanno avuto accesso alla Final Four.

### Gironi
| Gruppo A                            |
| sede: Rapallo (GE) Piscina Comunale |
| Rapallo                             |
| Imperia                             |
| Bogliasco                           |

| Gruppo B                               |
| sede: Firenze Piscina Goffredo Nannini |
| Firenze Waterpolo                      |
| Plebiscito Padova                      |
| Cavalieri Prato                        |
| Bologna                                |

| Gruppo C                              |
| sede: Catania Piscina comunale Zurria |
| Orizzonte CT                          |
| Blu Team                              |
| Messina                               |

### Gruppo A
| Calendario e risultati |         |                     |       |
|                        |         |                     |       |
| 05-10-13               | h 19:00 | Bogliasco - Rapallo | 10-12 |
| 06-10-13               | h 10:30 | Imperia - Bogliasco | 12-8  |
| 06-10-13               | h 18:00 | Rapallo - Imperia   | 9-8   |

|    | Classifica | Pt | G | V | N | P | GF | GS | DR |
| -- | ---------- | -- | - | - | - | - | -- | -- | -- |
| 1. | Rapallo    | 6  | 2 | 2 | 0 | 0 | 21 | 18 | +3 |
| 2. | Imperia    | 3  | 2 | 1 | 0 | 1 | 20 | 17 | +3 |
| 3. | Bogliasco  | 0  | 2 | 0 | 0 | 2 | 18 | 24 | -6 |

### Gruppo B
| Calendario e risultati |         |                      |      |
|                        |         |                      |      |
| 05-10-13               | h 18:00 | Prato - Bologna      | 8-7  |
| 05-10-13               | h 19:30 | Firenze - Plebiscito | 4-10 |
| 06-10-13               | h 10:00 | Bologna - Firenze    | 9-18 |
| 06-10-13               | h 11:30 | Plebiscito - Prato   | 8-8  |
| 06-10-13               | h 17:00 | Plebiscito - Bologna | 17-8 |
| 06-10-13               | h 18:30 | Firenze - Prato      | 14-6 |

|    | Classifica        | Pt | G | V | N | P | GF | GS | DR  |
| -- | ----------------- | -- | - | - | - | - | -- | -- | --- |
| 1. | Plebiscito Padova | 7  | 3 | 2 | 1 | 0 | 35 | 20 | +15 |
| 2. | Firenze Waterpolo | 6  | 3 | 2 | 0 | 1 | 36 | 25 | +11 |
| 3. | Prato Waterpolo   | 4  | 3 | 1 | 1 | 1 | 22 | 29 | -7  |
| 4. | Bologna           | 0  | 3 | 0 | 0 | 3 | 24 | 43 | -19 |

### Gruppo C
| Calendario e risultati |         |                      |       |
|                        |         |                      |       |
| 04-10-13               | h 20:00 | Blu Team - Orizzonte | 8-22  |
| 05-10-13               | h 12:00 | Messina - Blu Team   | 12-11 |
| 05-10-13               | h 18:00 | Orizzonte - Messina  | 11-5  |

|    | Classifica       | Pt | G | V | N | P | GF | GS | DR  |
| -- | ---------------- | -- | - | - | - | - | -- | -- | --- |
| 1. | Orizzonte CT     | 6  | 2 | 2 | 0 | 0 | 33 | 13 | +20 |
| 2. | Messina          | 3  | 2 | 1 | 0 | 1 | 17 | 22 | -5  |
| 3. | Blu Team Catania | 0  | 2 | 0 | 0 | 2 | 19 | 34 | -15 |

## Final Four
La Final Four si è disputata nella Piscina Comunale di Rapallo il 7 e 8 marzo 2014. La miglior seconda, la Rari Nantes Imperia, è stata determinata dagli scontri diretti disputati nel girone di andata del campionato fra le tre seconde classificate del primo turno di coppa.

### Semifinali
| Arbitri: | Severo Colombo |

|                                                    |           |                                                           |
| 3: M. Savioli 2: Barzon, I. Savioli 1: Lascialandà | Marcatori | 6: Bianconi 2: Criscuolo 1: Kisteleki, Cotti, Frassinetti |

| Arbitri: | Gomez Collantoni |

|                                     |           |                                                          |
| 3: Ralat 1: Stieber, Pomeri, Drocco | Marcatori | 4: Keszthelyi 2: Garibotti, Palmieri 1: Aiello, Marletta |

### Finale 3º posto
| Arbitri: | Colombo Severo |

|                                                            |           |                               |
| 2: Barzon, M. Savioli, Klaassen, Dario 1: Sganzerla, Rocco | Marcatori | 4: Carrega 2: Stieber, Pomeri |

### Finale
| Arbitri: | Collantoni Gomez |

|                                               |           |                                                               |
| 4: Bianconi 2: Queirolo 1: Cotti, Frassinetti | Marcatori | 2: Di Mario, Marletta 1: Keszthelyi, Garibotti, Palmieri, Gil |

## Classifica marcatrici
Le giocatrici in grassetto sono ancora attive nella competizione. Aggiornata all'8 marzo 2014
| Gol |  |  | Giocatore            | Squadra           |
| --- |  |  | -------------------- | ----------------- |
| 18  |  |  | Roberta Bianconi     | Rapallo           |
| 13  |  |  | Rita Keszthelyi      | Orizzonte CT      |
| 11  |  |  | Laura Barzon         | Plebiscito Padova |
| 10  |  |  | Kameryn Craig        | Firenze Waterpolo |
| 10  |  |  | Arianna Garibotti    | Orizzonte CT      |
| 10  |  |  | Martina Savioli      | Plebiscito Padova |
| 10  |  |  | Carla Carrega        | Imperia           |
| 9   |  |  | Zoe Elise Arancini   | Bologna           |
| 9   |  |  | Tania Di Mario       | Orizzonte CT      |
| 8   |  |  | Ilaria Savioli       | Plebiscito Padova |
| 8   |  |  | Claudia Marletta     | Orizzonte CT      |
| 7   |  |  | Giulia Bartolini     | Firenze Waterpolo |
| 7   |  |  | Giuditta Galardi     | Cavalieri Prato   |
| 7   |  |  | Lieke Maria Klaassen | Plebiscito Padova |
| 6   |  |  | Anaid Ralat          | Imperia           |
| 5   |  |  | Alessia Millo        | Bogliasco         |
| 5   |  |  | Eugenia Dufour       | Bogliasco         |
| 5   |  |  | Giulia Emmolo        | Imperia           |
| 5   |  |  | Marta Colaiocco      | Firenze Waterpolo |
| 5   |  |  | Allegra Lapi         | Firenze Waterpolo |
| 5   |  |  | Ildiko Toth          | Messina           |
| 5   |  |  | Agnese D'Amico       | Blu Team          |
| 5   |  |  | Roberta Grllo        | Blu Team          |
| 5   |  |  | Dora Agnes Kisteleki | Rapallo           |
| 5   |  |  | Sonia Criscuolo      | Rapallo           |
| 5   |  |  | Sara Dario           | Plebiscito Padova |
| 5   |  |  | Francesca Pomeri     | Imperia           |
| 4   |  |  | Ines Braga           | Cavalieri Prato   |
| 4   |  |  | Medea Verde          | Plebiscito Padova |
| 4   |  |  | Margherita Pasquali  | Bologna           |
| 4   |  |  | Gloria Giachi        | Firenze Waterpolo |
| 4   |  |  | Francesca Corrizzato | Cavalieri Prato   |
| 4   |  |  | Chiara Tabani        | Cavalieri Prato   |
| 4   |  |  | Agnese Di Stefano    | Blu Team          |
| 4   |  |  | Mercedes Stieber     | Imperia           |
| 3   |  |  | Orsolya Takacs       | Bogliasco         |
| 3   |  |  | Margherita D'Amico   | Bologna           |
| 3   |  |  | Martina Budassi      | Bologna           |
| 3   |  |  | Martina Verducci     | Cavalieri Prato   |
| 3   |  |  | Filomena Dursi       | Orizzonte CT      |
| 3   |  |  | Daria Starace        | Messina           |
| 3   |  |  | Laura Drocco         | Imperia           |
| 3   |  |  | Valeria Palmieri     | Orizzonte CT      |
| 3   |  |  | Elisa Queirolo       | Rapallo           |
| 3   |  |  | Aleksandra Cotti     | Rapallo           |
| 2   |  |  | Elena Maggi          | Bogliasco         |
| 2   |  |  | Giulia Rambaldi      | Rapallo           |
| 2   |  |  | Silvia Motta         | Firenze Waterpolo |
| 2   |  |  | Monica Barboni       | Bologna           |
| 2   |  |  | Gaia Apilongo        | Messina           |
| 2   |  |  | Simona D'Agata       | Messina           |
| 2   |  |  | Giordana Iuppa       | Blu Team          |
| 2   |  |  | Miriam Salvia        | Blu Team          |
| 2   |  |  | Alessia Morvillo     | Messina           |
| 2   |  |  | Alessandra Battaglia | Messina           |
| 2   |  |  | Letizia Lascialandà  | Plebiscito Padova |
| 2   |  |  | Teresa Frassinetti   | Rapallo           |
| 1   |  |  | Giulia Viacava       | Bogliasco         |
| 1   |  |  | Ilaria Rossi         | Bogliasco         |
| 1   |  |  | Carolina Ioannou     | Rapallo           |
| 1   |  |  | Elena Borriello      | Imperia           |
| 1   |  |  | Bernadette Zerbone   | Rapallo           |
| 1   |  |  | Laura Repetto        | Firenze Waterpolo |
| 1   |  |  | Alice Stefanini      | Bologna           |
| 1   |  |  | Arianna Mina         | Bologna           |
| 1   |  |  | Ginevra Manzoni      | Bologna           |
| 1   |  |  | Eleonora Settonce    | Firenze Waterpolo |
| 1   |  |  | Carlotta Nencha      | Plebiscito Padova |
| 1   |  |  | Marina Salanitro     | Blu Team          |
| 1   |  |  | Maddalena Musumeci   | Orizzonte CT      |
| 1   |  |  | Ursula Gitto         | Messina           |
| 1   |  |  | Valentina Ayale      | Blu Team          |
| 1   |  |  | Milena Virzì         | Blu Team          |
| 1   |  |  | Sofia Lombardo       | Orizzonte CT      |
| 1   |  |  | Rosaria Aiello       | Orizzonte CT      |
| 1   |  |  | Blanca Gil Sorli     | Orizzonte CT      |
| 1   |  |  | Anna Sganzerla       | Plebiscito Padova |
| 1   |  |  | Federica Rocco       | Plebiscito Padova |